# DADVSI

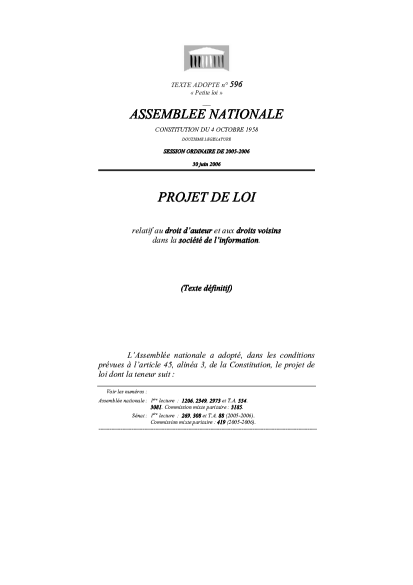
Первая страница законопроекта DADVSI

DADVSI (обычно произносится как dadsi; аббревиатура с французского Loi sur le Droit d’Auteur et les Droits Voisins dans la Société de l’Information, англ. law on authors' rights and related rights in the information society) — законопроект «Об авторском праве и смежных правах в информационном обществе» (Dadvsi), принятый в первом чтении Национальной ассамблеей и Сенатом Франции.
DADVSI — законопроект, касающийся реформирования французского закона Об авторском праве, в основном в целях реализации в 2001 году Европейской директивы об авторском праве (EUCD), которая, в свою очередь, реализует договор ВОИС 1996 года.
Закон, первоначально отклонённый, как сугубо технический и не касающийся обычного человека, вызвал серьёзную полемику, будучи на рассмотрении французского парламента в период между декабрём 2005 и 30 июня 2006 года, когда за него окончательно проголосовали обе палаты.
Большая часть законопроекта сосредоточена на вопросах по обмену авторскими работами для одноранговых сетей и криминализации в обход цифрового управления правами (DRM). Другие разделы регулируют вопросы, касающиеся авторского права, включая права на перепродажу произведений искусства, авторских прав для произведений, созданных государственными служащими и исключений из авторского права для образовательных целей и инвалидов.
Закон был весьма спорным в пределах Франции из-за опасений, что он может существенно затруднить свободное программное обеспечение и также может значительно ограничить право делать копии защищенных авторским правом произведений в личных целях.
Некоторые поправки к законопроекту, не присутствующие в оригинальной версии, могут потребовать от производителей наличие доли собственных цифровых музыкальных форматов с другими разработчиками программного обеспечения. Из-за этого возникла конфликтная ситуация с фирмой Apple и связанных с ней промышленных групп, которые громко протестовали в американской прессе. Поэтому DADVSI законопроект иногда называют ITunes законом или iPod законом в англоязычной прессе.

## Юридическое обоснование
Название DADVSI говорит, что в законе речь идёт об авторских правах и смежных правах. Права авторов во французском законодательстве состоят из двух компонентов:
- экономические права: исключительное право автора произведения пристроить свою работу в соответствии с его желаниями (например, уступив это право издателю);
- моральные права (права человека moraux), такие как право автора на получение возмещения убытка в отношении других лиц, претендующих на авторство произведения. Эти права не могут быть уступлены.

Концепция законопроекта нашла своё отражение в Бернской Конвенции по авторскому праву.
Авторские права — это связанные понятия в англо-американском общем праве; одним отличием во Французском законе является то, что авторское право, как правило, не включает моральные права.
Правовые положения, регулирующие права авторов и смежные права, описаны в первой книге французского Кодекса интеллектуальной собственности (ИПЦ). Нынешняя статья апеллирует к статьям из этого кодекса как ИПЦ ЛЭн-Эн-Эн.
Понятие «Автор» относится к композиторам, драматургам, художникам, фотографам и т. д. Закон предусматривает, что их работы должны быть оригинальными (показывать некоторые дополнительные признаки оригинальности — в случае производного произведения) для того, чтобы быть защищёнными. На практике авторы часто уступают свои права издателям, которые потом обеспечивают «исключительное право» и осуществляют свои права от своего имени. Последнее де-факто почти обязательно в случае композиторов-песенников.
Исполнители и издатели аудиозаписей имеют «смежные права». Они следуют другим правам и имеют более короткую продолжительность, чем права авторов. На практике исполнители нередко уступают свои права издателям или обществам.
Исключительное право автора не является абсолютным. Согласно договорам ВОИС, местное законодательство может предусматривать исключения из авторских прав. Ограничения и исключения касаются:
- только специальных случаев;
- не должны противоречить нормальному использованию произведения;
- не должны необоснованным образом ущемлять законные интересы правообладателя.

Доктрина США добросовестного использования является оправданной и в отношении договоров об авторских правах. В 2001 году Европейская Директива об авторском праве предлагает список из 10 исключений авторского права, которые государства-члены могут внедрять или нет, кроме одной, осуществление которой является обязательной (это исключение для временных технических копий, предназначенных веб-кэша и аналогичных систем).
Исключения из авторского права во французском законодательстве определены в CPI L122-5. Среди них есть исключения для частных копий: французы могут свободно делать копии произведений (кроме программного обеспечения) для частного использования и свободно отображать эти произведения в семейном кругу (включая друзей) без согласия правообладателя. Французское законодательство включает в себя «налог на частные копии», призванный восполнить потери, понесённые правообладателями; налог на пустые носители (аудио- и видеокассеты, компакт-диски, DVD-диски, жесткие диски портативных медиаплееров).
Европейские директивы, как правило, не могут напрямую применяться в государствах-членах ЕС. Они сначала должны быть преобразованы в местное законодательство, как правило, каким-либо актом законодательного органа государства-члена. Государства-члены должны транспонировать эти директивы в разумных пределах или столкнуться действиями со стороны Европейской Комиссии. Также может происходить последующее судебное разбирательство в Европейском Суде юстиции.
В марте 2006 года кассационный суд Франции — высший суд по гражданским и уголовным делам, вынес решение по процессу «Малхолланд драйв». Суд отменил решение апелляционного суда Франции, касающееся методов управления цифровыми правами, которые противоречат «праву на частную копию» и являются незаконными.
Обсуждение, касающееся права на частное копирование, обсуждает и саму природу «права». Этот термин можно интерпретировать, как исключение возможности для правообладателей любого несанкционированного распространения своей работы или запрета для правообладателей использования технических средств для предотвращения частных легальных копий.
«Трехступенчатый тест» был скопирован в статье «1 bis» проекта закона, который обновляет CPI L122-5.

## Политика
Закон DADVSI вырос в хорошо разрекламированных тему французской национальной политики в декабре 2005 года с голосованием по так называемой «глобальной лицензии». Два основных кандидата на пост президента Франции лично вмешались в полемику, в то время как другие выступили с заявлениями.

### Законодательный процесс
Первоначальный проект закона предложен в 2003 году тогдашним министром культуры Жан-Жак Айягоном (Союз за народное движение, СНД). В силу различных обстоятельств, в том числе с заменой Айягона на Рено Доннедье де Вабра (УМЗ), законопроект представлен очень поздно во французский парламент и изначально рассмотрен в Национальном собрании 20, 21 и 22 декабря 2005 года. Правительство (Кабинет министров в лице министра культуры) объявили закон срочным, что означает, согласно Конституции Франции, что закон будет рассмотрен только один раз каждой палатой парламента; причина была в том, что Франции угрожает Европейская комиссия санкциями, если она не выполняет их директивы.
Несмотря на то, что первоначально представленный в качестве технического текста закон стал спорным, он воспринимался как закон, устанавливающий уголовную ответственность интернет-пользователей за отправки файлов, защищённых авторским правом, а также представляющий угрозу свободному программному обеспечению. Было опасение, что будет означать на практике право «частного копирования»: например, копии записи на цифровые магнитные ленты для частного пользования.
Экспертиза проекта закона в Национальном собрании первоначально воспринималась как быстрая, предшествующая Рождественским каникулам, была омрачена несколькими инцидентами, наиболее известным было голосование по первой поправке «глобальной лицензии». Дополнительные заседания Ассамблеи должны были быть проведены в марте для полного изучения закона.
До рассмотрения закона Ассамблеей на сессии данный законопроект направлен в Комиссию Закона, без какого-либо рассмотрения в Комиссии по вопросам культуры. Эта процедура выразила озабоченность некоторых депутатов. Заместителю Кристиан Ваннесте поручили доклад по праву.
Депутаты от оппозиции (французская Социалистическая партия, ПС, французская Коммунистическая партия, ПКФ, зеленые), а также большинство коалиции Союз за французскую демократию (ОДС) выступили против такого крайне сложного законодательства. 21 декабря они поддержали предложение направить проект закона обратно на экспертизу в парламентскую комиссию. Однако министр культуры выступил против этого предложения, заявив, что он надеется, что «парламентарии из УМЗ» не будут голосовать за это предложение
.
Измененный законопроект одобрен Национальным собранием 21 марта 2006 г. 296 голосами «за», 193 — «против». СНД (правые), которые имеют абсолютное большинство в Национальном собрании, проголосовали «за», а левые проголосовали «против». Депутаты правоцентристских ОДС проголосовали либо против текста либо воздержались.
Сенат отправил законопроект в Комиссию по вопросам культуры. Комиссия заслушала министра де Вабра 4 апреля и рекомендовала ряд поправок. В Сенате затем изучили закон на сессии 4, 9 и 10 мая 2006 года. Был также принят ряд поправок.
Существовала большая неопределенность относительно принятия будущего законопроекта. Премьер-министр Доминик де Вильпен, затем Сенат на очередном заседании изучали текст законопроекта. Текст отправлен смешанной комиссии обеих палат французского парламента, чтобы разработать компромиссный вариант. Министр культуры Доннедье де Вабр обещал, что воспользуется имеющимся у него правом отправить его на чтение обеими палатами, если различия между текстами, принятыми Ассамблеей и Сенатом, будут слишком велики. Он утверждал, что различия между текстами были достаточно маленькими, что текст может быть отправлен смешанной комиссией; тем не менее, некоторые члены парламента не согласились. Законопроект должен быть рассмотрен смешанной комиссией 30 мая, но в итоге в обозначенное время этого не произошло.
15 июня 2006 года, несмотря на просьбу 20 депутатов, чтобы текст отправили в Национальное собрание снова, правительство объявило, что отправит законопроект смешанной комиссии 22 июня. Затем этот текст будет представлен обеими палатами для окончательного утверждения.
Смешанная комиссия собралась 22 июня 2006 года. Однако члены Социалистической партии вскоре вышли из неё, заявив, что комиссия была пародией на демократию. В ходе встречи поступило 55 поправок в законопроект.
Обе палаты парламента окончательно одобрили законопроект 30 июня, в последний день Парламентской сессии. UMP проголосовали «за», коммунисты и социалисты «против». Социалистический депутат Патрик Блоше защищал ходатайство, утверждая, что законопроект был неконституционным; коммунистические депутаты и президент в UDF Франсуа Байру объявили, что они поддержали движение. Ходатайство было отклонено, потому что правящая партия имела абсолютное большинство в Ассамблее.
7 июля 2006 года Социалистические депутаты, 3 члена партии зеленых, 4 депутата ПКРМ, 2 депутата ОДС, (Франсуа Байру, президент УФТ и Эрве Морен, начальник ОДС группы подали обжалование в Конституционный Совет. Это обращение заблокировало подписание закона. Совет в течение одного месяца может принять решение о конституционности закона, за исключением случая, когда правительство утверждает его срочность, в этом случае он имеет время в восемь дней. Обжалование законопроекта основано на Декларации прав человека и гражданина и обосновывается следующим:
- законодательный процесс был поставлен под угрозу срыва;
  - статья 1 после поправки не была согласована;
  - смешанная парламентская комиссия внесла значительное количество изменений, которые не были рассмотрены ни в собрании, ни в Сенате;
- целый ряд положений закона ущемляют права граждан:
  - определение некоторых преступлений неясно:
    - исключения из авторского права ограничены Бернской трехступенчатой проверкой в расплывчатой форме.
    - компьютерные программы «явно предназначенные для распространения» были уголовно наказуемыми, но не было дано определение, что это означает и исключения из этого запрета были также расплывчаты, поэтому граждане не могли бы знать, является ли такая-то программа незаконной или нет.

После решения Конституционного Совета закон 1 августа 2006 года был представлен Президенту Жаку Шираку для подписания.

### Политическое значение

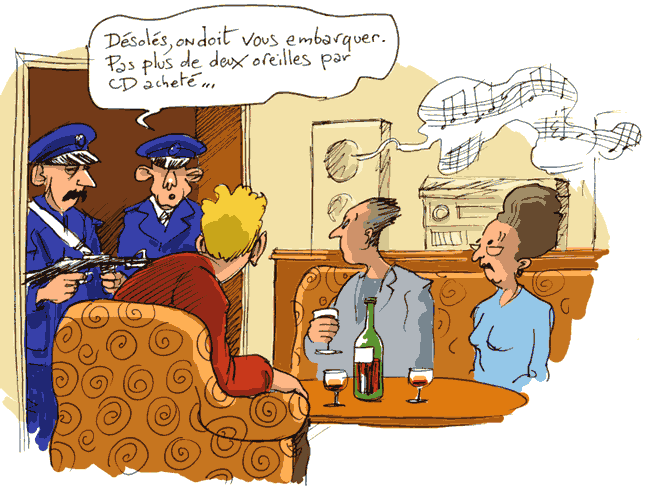
«К сожалению, мы должны забрать вас. На каждый купленный компакт диск должно приходиться не более двух ушей…»

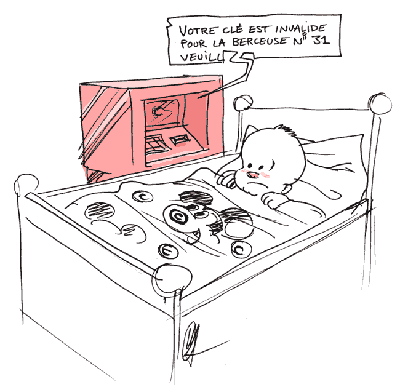
«Ваш ключ защиты является недопустимым для Колыбельной № 31»

Законопроект DADVSI рассмотрен с технико-юридической точек зрения. Он стал горячей политической темой во Франции и размещён в крупнейших газетах и на национальном французском телевидении.
Первый проект DADVSI закона криминализирует одноранговый обмен произведениями, охраняемыми авторским правом (произведения, охраняемые авторским правом, чьи лицензии не позволяют такие обмены).
DADVSI закон использован различными политическими группами и партиями для демонстрации оппозиционной политики правительству:
- Депутаты оппозиционной французской Социалистической партии поддержали альтернативный вариант, известный как «глобальная лицензия». Они осуждали правительство как репрессивное, особенно в отношении подрастающего населения.
- Франсуа Байру — президент правоцентристской партии Союз за французскую демократию (ОДС) воспользовался возможностью дистанцироваться от политики Союза за народное движение (СНД) правящей партии. Он осудил парламентский процесс, который подготовил закон.
- Николя Дюпон-Эньян, евроскептик, член партии UMZ, дистанцировался от политики правительства и был против «не имеющего законной силы закона».
- Кристин Бутен, депутат СНД и экс-кандидат в президенты (французских президентских выборов 2002 года), ориентированный на «семейные ценности», утверждал, что нелепо превращать миллионы молодых людей в преступников.

### Лоббирование
Некоторые члены французского парламента, а также другие наблюдатели, публично осудили интенсивное лоббирование закона со стороны различных групп и отраслей. Бернард Carayon осудил лоббирование, давление и даже шантаж со стороны определенных групп по национальному телевидению. Ряд парламентариев заявили, что они никогда не видели такого интенсивного лоббирования со всех сторон, в том числе на низовом уровне от пользователей Интернета и сторонников свободного программного обеспечения, которые завалили их письмами. Сенатор Мишель Charasse потребовал, чтобы сотрудники парламента вычистили лоббистов.
Министр культуры Рено Доннедье де Вабр подвергнут критике за то, что был слишком близко к некоторым промышленным группам. Некоторые поправки к закону обозначены как вдохновлённые развлекательным гигантом. Министр Доннедье де Вабр подвергнут критике со стороны парламентариев за отсутствие подготовки. 3 января 2006 года в своей ежегодной речи председатель Национального собрания Жан-Луи Дебре осудил использование правительством срочности в принятии закона.

### Протесты и Интернет

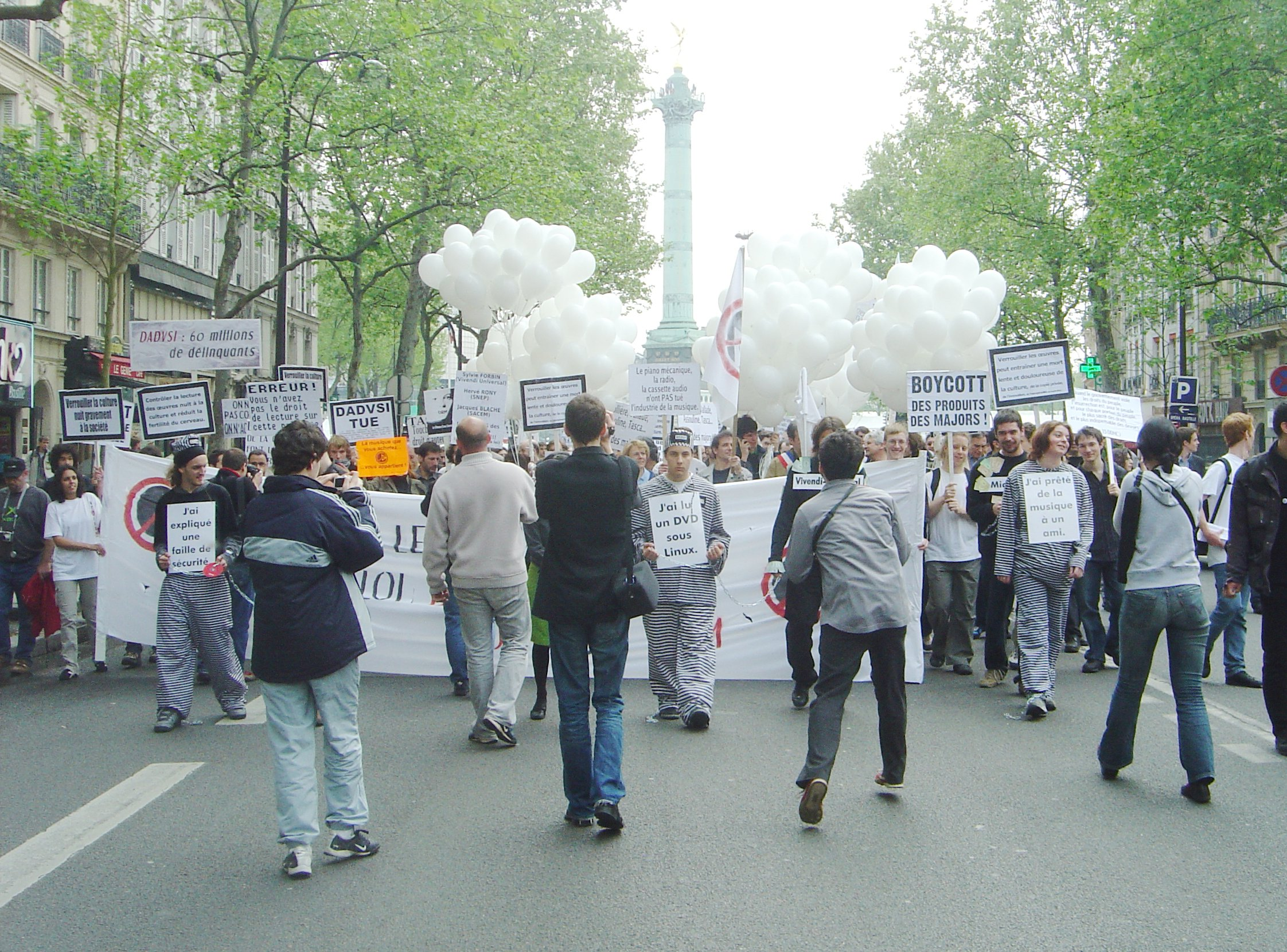
7 мая 2006 г. Шествие против нового французского авторского права

В интернете Петиция протеста к июню 2006 года собрала более 170 000 подписей.
Группы, выступающих против положений закона организовали различные акции протеста, флешмобы. Организовано шествие против нового французского авторского права 7 мая 2006 года, когда законопроект был в Сенате; в марте были возложены цветы в память об авторском праве.

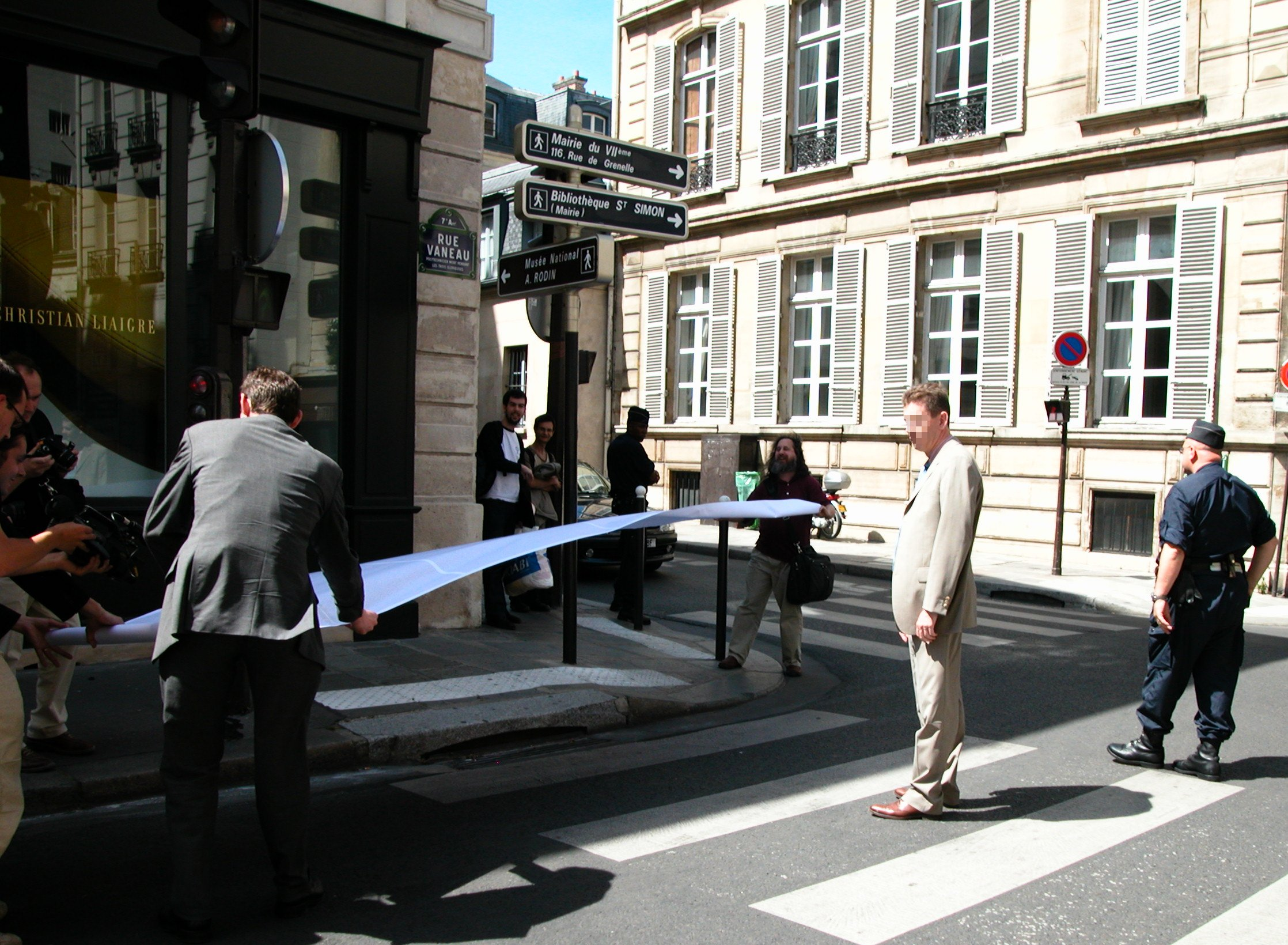
Сбор подписей в поддержку петиции

9 июня 2006 года делегация, в том числе Ричард М. Столлман, президент Фонда свободного программного обеспечения, поехали в отель Матиньон, чтобы встретить премьер-министра Доминика де Вильпена, однако премьер-министр и его советники отказались встретиться с ними. Делегация выразила протест по поводу того, что они были прогнаны. Они передали список со 165 000 подписавших петицию протеста, как знак того, что в фонде присутствует презрение к заботам обычных граждан.

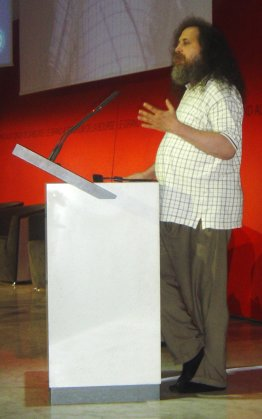
Ричард Столлман выступает в Париже против законопроекта DADVSI

26 июня Столлман высказался против DADVSI на свободное программное обеспечение в бизнес-встрече, организованной в Париже (Париж, капитал-дю-Либре); 28 июня он встретился кандидатом в президенты Сеголен Руаялем.

## Репрессии против Интернет копирования охраняемых авторским правом произведений
В DADVSI законе содержится ряд статей, предназначенных для подавления копирования защищенной авторским правом музыки или видео через пиринговые сети в Интернете.
Первоначальный вариант законопроекта наказывал большинство деяний, связанных с незаконным копированием авторских материалов, в том числе работающих вокруг систем анти-копирования. Контрафакция наказывалась максимальным наказанием в виде 3 лет лишения свободы и/или в размере 300 000 евро штрафа. Вместе с тем ряд парламентариев заявили, что это равносильно криминализации миллионов пользователей Интернета, особенно молодежи. Министр Доннедье де Вабр немедленно внес поправки, известные как «эскалация» для одноранговых пользователей. При попытках копирования файлов людей сначала незаконно предупреждали, потом штрафовали с более жёсткими мерами наказания для рецидивистов.
Наконец, выбор был сделан с целью криминализации авторов и издателей программного обеспечения, способных разблокировать систему защиты от копирования, пользователи же получали бы гораздо более мягкое наказание.

### Совместное использование охраняемых авторским правом произведений через пиринговые сети
В нынешнем состоянии закон за публикацию авторских произведений без разрешения правообладателей предусматривал максимальное наказание в виде 3 лет лишения свободы и/или в размере 300 000 евро штрафа.
Статья 14 DADVSI закона в явной форме освобождает от этого наказания акт загрузки авторской работы по одноранговой сети. Министр Доннедье де Вабр анонсировала €38 штраф за акты скачивания файлов, но неизвестно, будет ли это применимо к любому одиночному файлу (таким образом человек, скачавший нелегально 1000 песен, может быть в теории оштрафован в размере 38 000 евро) или нескольким загрузкам.
Сторонники глобальной лицензии, такие как Патрик Bloche отмечают, что штрафы пойдут в государственный бюджет и таким образом не пойдут на материальную пользу художникам.

### «Глобальная лицензия»
В 2005 году представлено альтернативное предложение к проекту закона. Вместо криминализации обмена файлами предложено сделать обмен правовым, в обмен на интернет-подписки. Пошлины пошли бы в фонд художников и авторов. Это известно как «глобальная лицензия» или «лицензия».
«Законной лицензии» способствовали объединения:
- объединения потребителей;
- пользователи интернет ассоциаций;
- семейные союзы;
- общества музыкальных исполнителей (АДАМИ, SPEDIDAM);
- музыкальные исполнительские объединения;
- другие художественные объединения.

Их поддержали ряд политиков, члены французской Социалистической партии Патрик Bloche, члены СНД Кристин Бутен и Ален Suguenot.
Никакой конкретной суммы не было обсуждено в законе, но она бы составила €7 в месяц за высокоскоростное соединение. Французские широкополосные подключения обычно стоят €30 в месяц на скорости до 16 мегабит в секунду за цифровое ТВ и безлимитную VoIP на телефонные звонки.
Сторонники закона утверждали, что:
- Глобальная лицензия — это реалистичная мера в долгосрочной перспективе. Вместо того, чтобы пытаться восстановить тренд наказаний было бы лучше обложить пользователей налогом.
- Глобальная лицензия обеспечит стабильный поток дохода для авторов и художников.

Оппоненты утверждали, что:
- Глобальная лицензия — это коммунистические меры.
- Не существует надёжного способа для распределения денег, полученных с помощью этого метода для художников.
- Глобальная лицензия противоречит «тесту в три шага», должно быть подтверждено каждое исключение из авторского права.
- Глобальная лицензия будет не в состоянии обеспечить доход, достаточный для авторов и художников.

Экспертиза текста Национального собрания возобновились в марте. Министр культуры объявил, что правительство будет использовать свою прерогативу изъятия законопроекта для того, чтобы вывести статьи 1 закона. Этот шаг был поддержан Президентом Национальной Ассамблеи Жан-Луи Дебре, который председательствовал на заседании; Дебре привёл прецедент для таких действий депутатов, усомнившись в конституционности их действий.
Интернет-провайдер под названием 9 Телеком предложил реализовать идею по предоставлению неограниченного количества загружаемой музыки, защищённой по технологии DRM из универсального каталога для своих абонентов без юридических проблем.

### Криминализация
В статьи 13 и 14 Закона введены различные уголовные наказания для тех, кто работает вокруг DRM:
- Штраф до €3 750 применим для тех, кто сознательно обходит DRM и технические требования по причинам иным, чем исследования, если это не сделано с помощью средств, закупаемых у других.
- Тюремное заключение на срок до 6  месяцев и/или штраф до 30 000 евро применим для тех, кто обеспечивает другие средства, чтобы обойти технические меры, или, сознательно предложить такие средства.

### Взаимодействие и противоречия
DADVSI закон предоставляет правовую защиту управления цифровыми правами, «техническим методам защиты» (статья 7).
Первоначальный проект закона был подвергнут жесткой критике за расплывчатость и широкий охвата анти-обходных положений.
Фонд свободного программного обеспечения Франции, EUCD.info, Framasoft, апрель, AFUL лоббировали, что DADVSI закон не должен действовать как де-факто запрет на осуществление бесплатного программного обеспечения. Они отметили, что охраняемые авторским правом произведения должны включать в себя текст, форматы, такие как Формат PDF.

### Поправки «Вивенди Юниверсал»
Некоторые поправки, принятые обеими палатами парламента, предусматривали ввести гражданскую и уголовную ответственность для авторов программного обеспечения, используемого для незаконного копирования охраняемых произведений. Эти поправки широко известные как «Вивенди Юниверсал» или «VUю» поправки. Эти поправки были неофициально поддержаны президентом правящей партии СНД и кандидатом в президенты Николя Саркози.
Статья 12 вводила уголовную ответственность (до 3 лет тюрьмы и/или штраф в размере до €300 000) для тех, кто сознательно подстрекают к использованию незаконного такого программного обеспечения.

## Исключения из авторского права
Во французском законодательстве существует ряд правовых исключений из исключительного права:
- Исключение для образования начинающееся с 1 января 2009 года. Оно позволяет представлять или воспроизводить короткие произведения или отрывки из произведений не предназначенных для коммерческого использования, если выполняются следующие условия:
  - произведения используются исключительно для целей иллюстрации в образовании и исследовании;
  - никакого коммерческого использования;
- Допущение временных репродукций, например, кэширующие прокси-серверы;
- Разрешены специализированные удобства для инвалидов Шрифт Брайля в вариантах.
- Разрешена информация прессы  свободно показать репродукции произведений искусства (скульптуру, живопись, архитектуру и др.)
  - для целей оперативной информации;
  - если произведение искусства непосредственно связано с информацией.

Закон Dadvsi содержит следующие отступления от Европейской директивы:
- Закон предусматривает обязательное исключение из авторского права положений для людей с ограниченными возможностями.
- Закон предусматривает обязательное исключение из авторского права библиотек для сохранения условий наличия в них читателей. В Директиве предусматривались исключения только по вопросам, касающихся имущественных целей.
- Закон Dadvsi предусматривает также исключения из авторского права, смежных прав и своеобразных прав банков данных, которые используются в

образовании или научных исследованиях. Закон допускает воспроизведение отрывков или небольших коротких произведений. Это ослабляет защиту произведений. При этом возникает риск судебных прецедентов, поражающих в первую очередь систему образования.

## Содержание закона
Основным направлением закона является как репрессии по использованию авторского контента и следующее:
- Раздел II закона уточняет авторский режим работы сотрудников государственного или местного самоуправления;
- Раздел III ужесточает требования к обществам собирать деньги от имени правообладателей и создает некоторые налоговые послабления для звукозаписывающих компаний;
- Раздел IV касается процедур «обязательного экземпляра» произведений;
- Раздел V изменяет некоторые правила, касающееся перепродажи произведений искусства и вознаграждение исполнителям.

## Выдающиеся личности, имеющие отношение к законопроекту

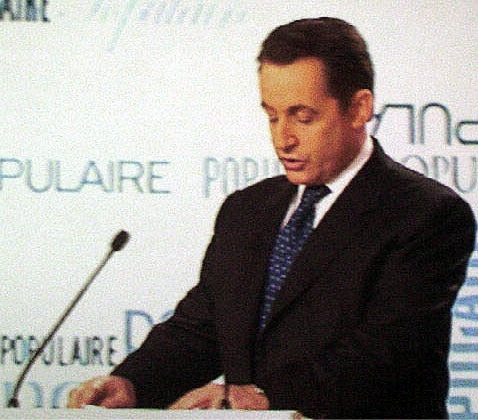
Николя Саркози, президент Франции

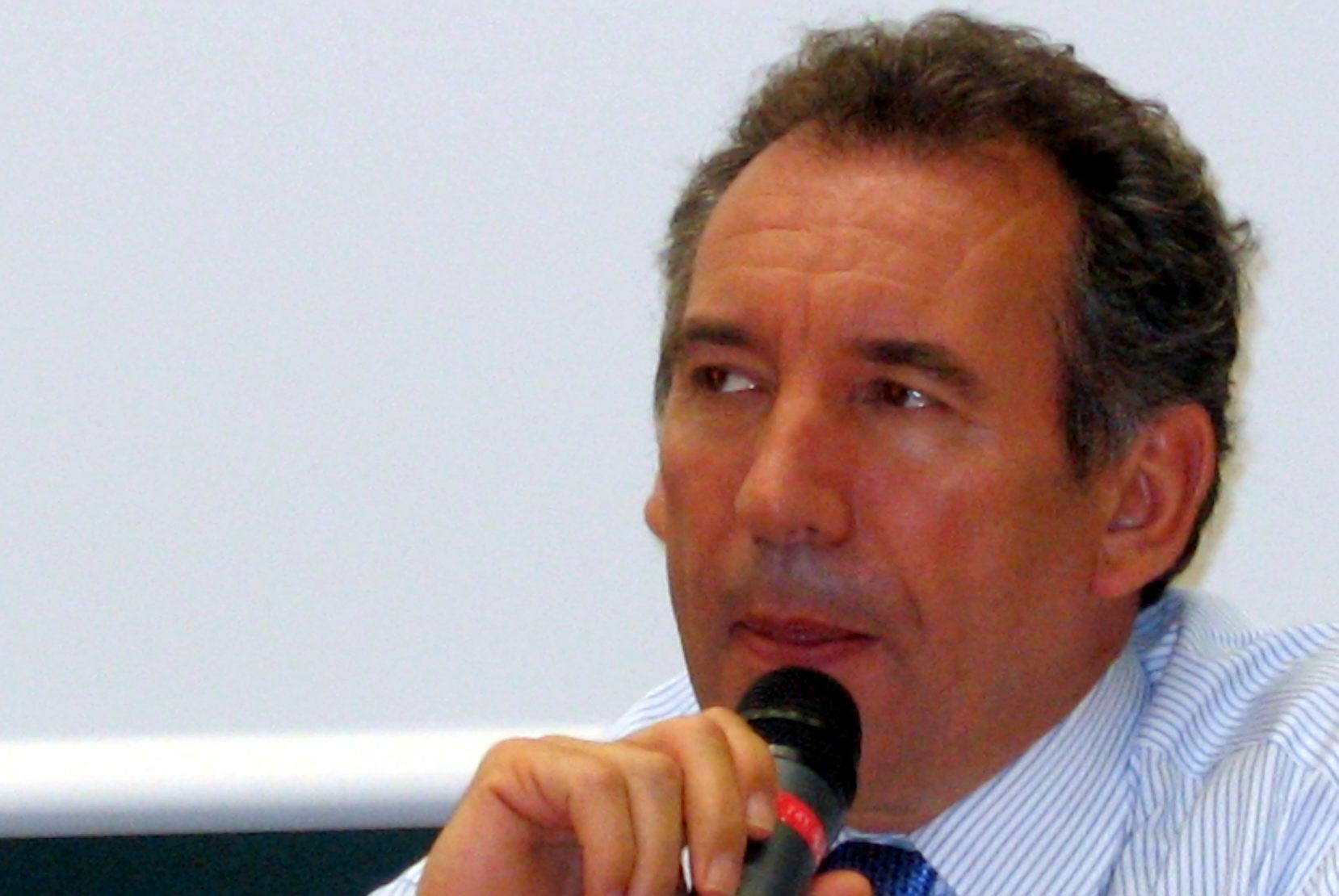
Франсуа Байру, президент UDF (Union for French Democracy) (центристская партия)

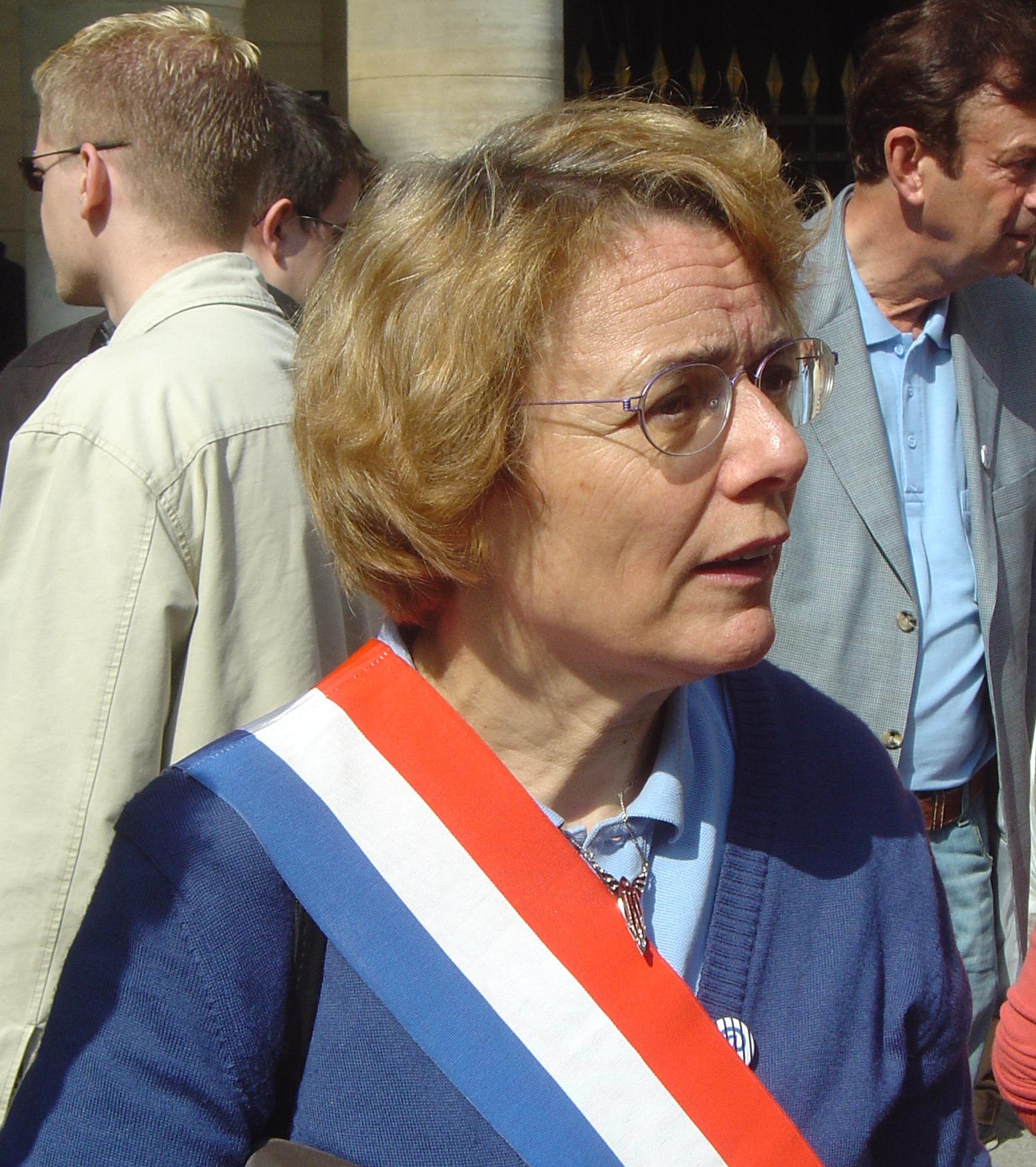
Заместитель Мартин Биллард (партия зеленых, Париж)

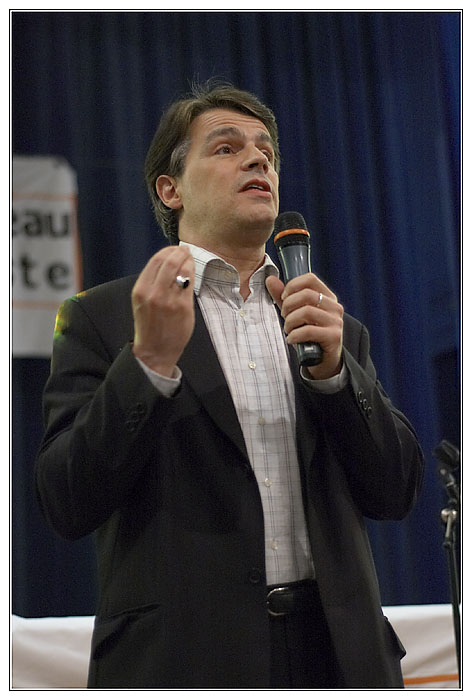
Патрик Блоше, французская Социалистическая партия (левая), защищал глобальную лицензию

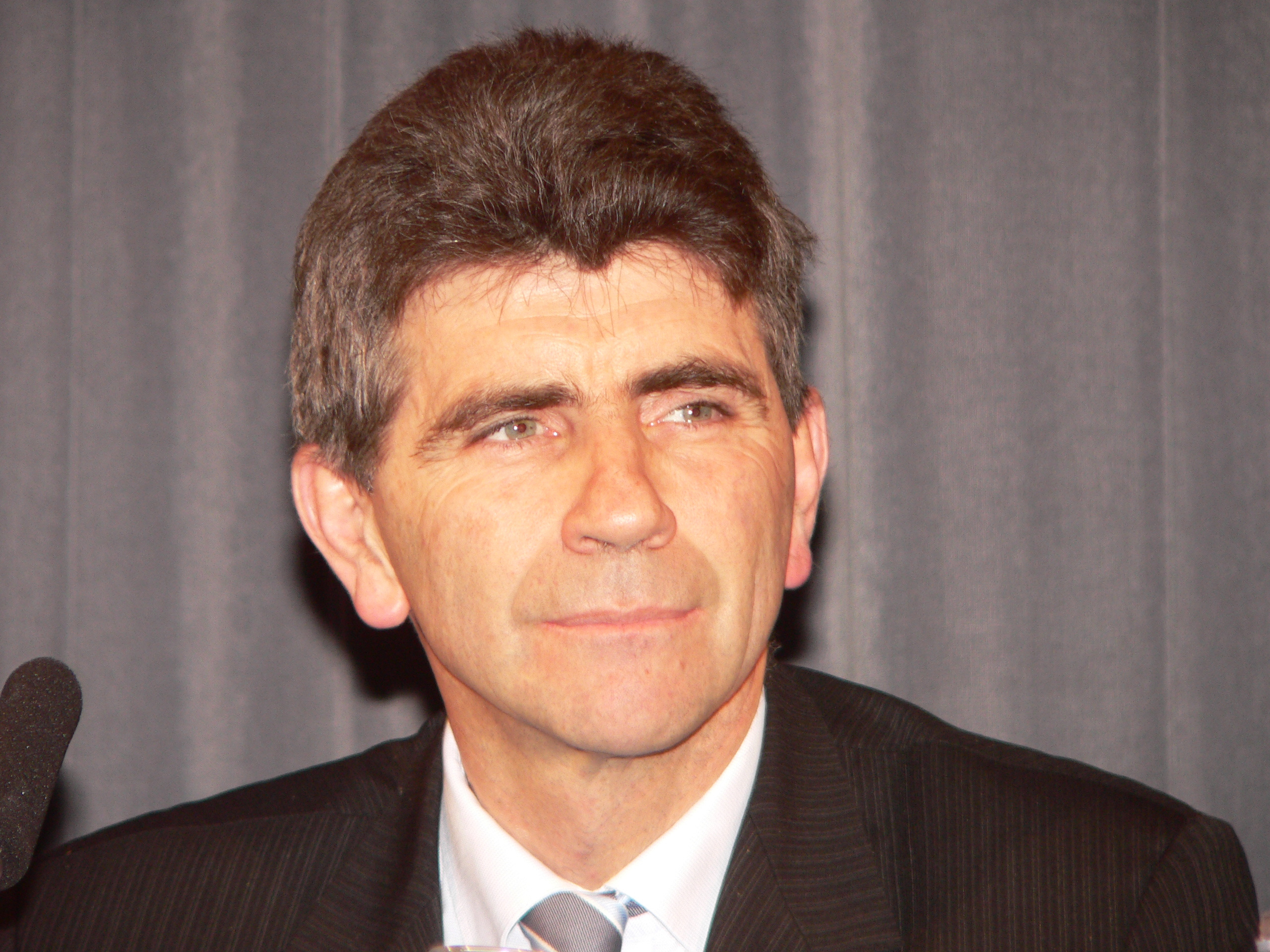
Жан Дионис — представитель UDF

В политических дебатах принимали участие:
- Министр культуры Рено Доннедье де Вабр. Представил первоначальный проект текста, а также многочисленные поправки. По поручению правительства Доннедье де Вабр’ поставил вопрос о некоторых критиках закона, которые подчеркивали несоответствие его работы и прошлого (политик осуждался за отмывание денег) и предлагали ввести уголовные санкции в отношении пользователей Интернета.
- Депутаты (члены французского Национального собрания):
  - УМЗ (абсолютное большинство проголосовало за текст законопроекта от 21 марта 2006 и 30 июня 2006 года)
    - Кристиан Ваннесте. От имени комиссии законодательства ответственной за подготовку доклада в предлагаемом законе. Представлял комиссию в дебатах.
    - Кристин Бутен. Поправила несколько пунктов текста, включая уголовное преследование на Интернет-пользователей, как меры наносящие вред свободному программному обеспечению. Поддерживала «глобальные лицензии».
    - Бернард Карайон. Заметил на ТВ, что законодатели были поставлены под натиск мощного лобби, вплоть до откровенного шантажа и отметил по этому поводу необходимость таких мер, как лишение поддержки искусства в депутатском корпусе.
    - Алена Сугено.
    - Ришар Казенав.

  - ОДС (центристская партия — против и воздержались 30 июня 2006 г.)
    - Франсуа Байру. Президент СФД. Выступил против создания «полиции Интернета», и осудил полицию как вред для свободного программного обеспечения. Выступал за право делать копии для личного пользования.
    - Жан Дионис дю séjour С и Кристоф Baguet — репортеры UDF. По предлагаемому закону у них была несколько иная точка зрения, чем у Франсуа Байру.

  - ПС (центр-налево / слева — противовес на 21 марта 2006 и 30 июня 2006 голосов)
    - Кристиан Поль
    - Патрик Блоше
    - Дидье Mathus

  - партия Зелёных (слева — противовес на 21 марта 2006 и 30 июня 2006 голосов)
    - Мартин Биллард

  - ПКФ (слева — противовес на 21 марта 2006 и 30 июня 2006 голосов)
    - Фредерик Дютуа
- Других личностей
  - Премьер-министр Доминик де Вильпен (УМЗ): объявил закон срочным, созвать заседание смешанной комиссии, и предложил законопроект на окончательное голосование.
  - Председатель партии СНД Николя Саркози — вытекающие из разногласий внутри его собственной партии, организовал «круглый стол» с тем, чтобы определить общую позицию для своей партии. Некоторые группы, в том числе EUCD.info и Odebi Лиги, утверждают, что он фактически выступал за поправки «Вивенди Юниверсал».
- Программное обеспечение:
  - Свободное программное обеспечение
    - EUCD.info
    - Фонд Свободного Программного Обеспечения Франции
    - AFUL и APRIL

  - Патентованное программное обеспечение и решение DRM
    - BSA
- Авторов и исполнителей обществ
  - Противоположность «глобальной лицензии» и поддерживали решение DRM.
    - Sacem
    - Поддержка SACD

  - В пользу «глобальной лицензии».
    - АДАМИ
    - SPEDIDAM
- Потребители и пользователи интернета
  - Audionautes
  - UFC Que Choisir
  - Ligue Odebi
- Индустрия развлечений
  - Vivendi Universal
    - Лоббист Сильви Форбин[13])

## Сроки
- 12 ноября 2003: законопроект предложен тогдашним министром культуры Жан-Жак Айлагоном в Национальном собрании
- 31 мая, 2005: рассмотрение законопроекта в Комиссии законов Ассамблеи
- 20-22 декабря, 2005: рассмотрение законопроекта сессией Национальной Ассамблеи, голосование министра культуры Рено Доннедье де Вабра в защиту законопроекту;
- 7-9 марта, 14 — 16, 2006: рассмотрение на сессии Национальной Ассамблеи (продолжение); «глобальная лицензия» отменяется
- 16 марта 2006: интероперабельность / «свободное программное обеспечение» проголосование в Национальном собрании
- 21 марта 2006: голосует Национальная Ассамблея
- 4 мая, 9-10 мая, 2006: рассмотрение сессией Сената;
- 22 июня 2006 : рассмотрение комиссией Сената;
- 30 июня 2006 : окончательные результаты голосования в Ассамблее и Сенате
- 4 августа 2006 года : закон вступил в силу

## Анализ
- EUCD.info’s анализ
- Викиновости, французский парламент принял спорный законопроект Об авторском праве
- Apple получила поддержку французской музыки, Томас Крэмптон, Нью-Йорк Таймс, 29 июля 2006
- Ла Франции в. Dadvsi в решении drms, Николя Жонде (Университет Эдинбурга), декабрь 2006
- Французский визуальные исследования (недоступная ссылка), Январь 12, 2008. О последствиях DADVSI для французского исследования.